# Sophie et le Cube qui parle
Sophie et le Cube qui parle est le septième album de la série Sophie de Jidéhem et Vicq, paru en 1972. Il reprend la vingt et unième histoire des aventures de Sophie, publiée pour la première fois dans le journal Spirou en 1971 (no 1724 à no 1736), avec une seconde histoire en 16 planches, Sophie et l'Esprit frappeur, parue en 1968.